# Guarnición de Ejército Tandil
La Guarnición de Ejército «Tandil» (Guar Ej Tandil) es una base del Ejército Argentino.

## Antecedentes
La Guarnición de Ejército «Tandil» tiene como antecedente al Fuerte Independencia, fundado por el brigadier general Martín Rodríguez el 4 de abril de 1823.

## Historia
En la década de 1940, el Gobierno de Argentina compró los terrenos para los cuarteles, mientras que expropió los solares para los barrios militares.
Entre 1944 y 1964 utilizaron los cuarteles el Comando de la 3.ª División de Caballería, el Regimiento de Caballería 1 y el Destacamento de Comunicaciones 3.
En el año 1965 se instaló el Comando de la I Brigada de Caballería Blindada, el Escuadrón de Comunicaciones Blindado 1 y el Batallón Logístico 1.

## Composición
| Unidades                                                              | Abreviatura           |
| --------------------------------------------------------------------- | --------------------- |
| Comando de la I Brigada Blindada «Brigadier General Martín Rodríguez» | Cdo Br Bl I           |
| Escuadrón de Comunicaciones Blindado 1                                | Esc Com Bl 1          |
| Escuadrón de Inteligencia Blindado 1                                  | Esc Icia Bl 1         |
| Base de Apoyo Logístico Tandil                                        | BAL Tandil            |
| Haras «General Lavalle»                                               | Haras General Lavalle |